# 許延邵
許延邵，浙江湖州武康人，清朝政治人物、進士出身。

## 生平
明崇禎十五年（1642年）壬午科浙江鄉試舉人。清順治十五年（1658年），登戊戌科進士。康熙十四年（1675年），任江西建昌县知县。后调星子县知县。康熙三十三年，担任福建泉州府知府。